# Parafia Chrystusa Króla w Etobicoke
Parafia Chrystusa Króla w Etobicoke (ang. Christ the King Parish) – parafia rzymskokatolicka położona w zachodniej części Toronto, Etobicoke, w prowincji Ontario, Kanada.
Jest ona parafią wieloetniczną w archidiecezji archidiecezji Toronto, z mszą św. w j. polskim dla polskich imigrantów.
Ustanowiona w 1938 roku. Parafia została dedykowana Chrystusowi Królowi.

## Nabożeństwa w j. polskim
- Niedziela – 12:00